# جاك راندال (ممثل)
جاك راندال (بالإنجليزية: Addison Randall)‏ هو ممثل أمريكي، ولد في 12 مايو 1906 في الولايات المتحدة، وتوفي بنفس المكان في 16 يوليو 1945.

## وصلات خارجية
- جاك راندال على موقع IMDb (الإنجليزية)
- جاك راندال على موقع قاعدة بيانات برودواي على الإنترنت (الإنجليزية)
- جاك راندال على موقع قاعدة بيانات الفيلم (الإنجليزية)